# Мељата
Мељата (слч. Meliata) насељено је мјесто са административним статусом сеоске општине (слч. obec) у округу Рожњава, у Кошичком крају, Словачка Република.

## Становништво
| Година:    | 1994. | 2004.   | 2014.   | 2024.    |
| ---------- | ----- | ------- | ------- | -------- |
| Број људи: | 241   | 223     | 206     | 169      |
| Разлика:   |       | -7,46 % | -7,62 % | -17,96 % |

| Година:    | 2023. | 2024. |
| ---------- | ----- | ----- |
| Број људи: | 169   | 169   |
| Разлика:   |       | +0 %  |

Према подацима о броју становника из 2024. године насеље је имало 169 становника.